# 第一次アルトワ会戦
第一次アルトワ会戦（英語: First Battle of Artois）は第一次世界大戦中の1914年12月17日から1915年1月13日にかけて、フランスとドイツ軍が西部戦線で行った戦闘。戦闘は1914年11月の第一次イーペル会戦の後、西部戦線におけるはじめての攻勢であった。フランス軍が攻勢に出たが膠着状態を打開するには至らなかった。

## 背景
後に海への競争として知られる戦役において、10月1日から4日までアラスの戦いが戦われたが、その後もに北方で行われた第一次イーペル会戦の最中でも特にロレット支脈（Lorette）などで小規模な攻撃が続いた。

## その後
1915年5月、フランス第10軍は第二次アルトワ会戦で再び攻勢に出た。3度目の第三次アルトワ会戦は1915年9月25日から10月15日まで行われた。